# Robert Antelme
Pour les articles homonymes, voir Antelme.
Robert Antelme est un poète, écrivain et résistant français, né le 5 janvier 1917 à Sartène et mort le 26 octobre 1990 à Paris 7e.
Survivant des camps de Buchenwald et de Dachau, il est l'auteur de plusieurs ouvrages, dont un livre de référence sur les camps de concentration nazis : L'Espèce humaine, paru en 1947.

## Biographie
En 1929, Robert Antelme suit des études secondaires à Bayonne, puis, à Paris à partir de 1936, à la faculté de droit où il rencontre Marguerite Duras, qu'il épouse en 1939 après avoir effectué son service militaire à Rouen.

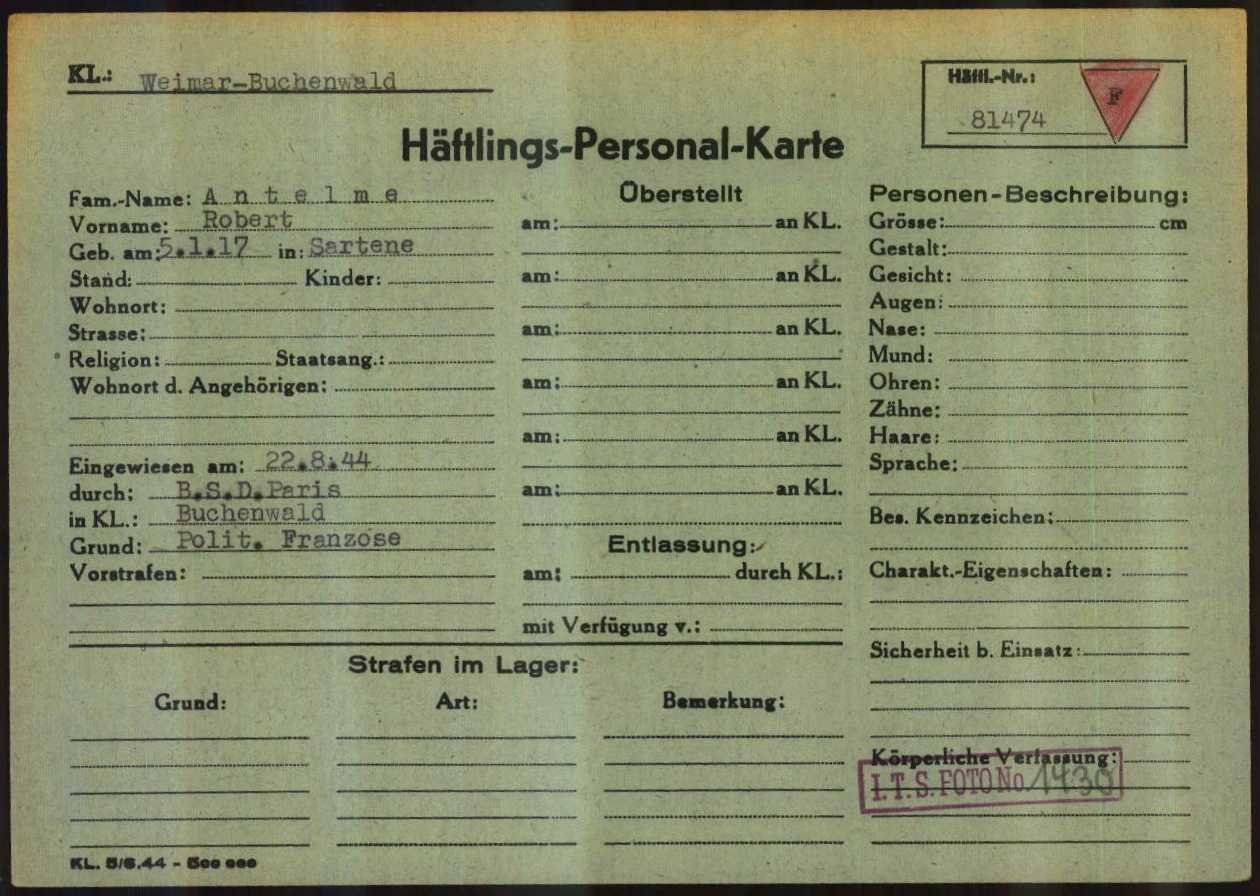
Formulaire d'enregistrement de Robert Antelme en tant que prisonnier au camp de concentration nazi de Buchenwald

Pendant l'Occupation, Marguerite Duras et lui collaborent à des organismes pétainistes et Robert Antelme est le secrétaire particulier de Pierre Pucheu,  secrétaire d'État puis ministre de l'Intérieur du gouvernement de Vichy de juillet 1941 à avril 1942.

Mais, aidant la Résistance, Robert Antelme est arrêté le 1er juin 1944 et envoyé à Buchenwald par le convoi no 79, dernier en partance du camp de Royallieu (Frontstalag 122) à Compiègne le 17 août 1944. Puis il est conduit à Bad Gandersheim, un petit kommando dépendant de Buchenwald, où il est logé dans une ancienne église désaffectée, à proximité d'une usine.
À la fin de la guerre, en avril 1945, François Mitterrand, alors Secrétaire général des Réfugiés, des Prisonniers et des Déportés, localise Robert Antelme dans le camp de Dachau, épuisé et miné par des mois de détention dans des conditions très dures (il souffre du typhus), et le fait évader du camp, alors en quarantaine, avec l'aide de Dionys Mascolo pour son retour à Paris. Marguerite Duras a tiré de cette époque un récit intitulé La Douleur.
Robert Antelme a publié sur les camps un livre de grande portée, L'Espèce humaine, en 1947. Le livre est dédié à Marie Louise, sa sœur morte en déportation. Robert Antelme y montre des déportés qui conservent leur conscience face aux « pires cruautés humaines ». Les hommes qu'il décrit, réduits à l'état de « mangeurs d'épluchures », vivent dans le besoin obsédant mais aussi dans la conscience de vivre.
Robert Antelme fonde, en 1945, avec Marguerite Duras, les éditions de la Cité Universelle. Le couple divorce en 1947, mais ils travaillent encore ensemble, comme en 1959 quand, à la demande de Raymond Rouleau, il adapte, avec Marguerite Duras, Les Papiers d'Aspern, pièce de Michael Redgrave, d'après une nouvelle de Henry James. Après la guerre, il continue donc un travail discret dans les milieux littéraires, collabore aux Temps modernes et milite au Parti communiste français, dont il est exclu en 1956, après la répression par les troupes du pacte de Varsovie de l'insurrection de Budapest, en même temps que Duras, Mascolo et Edgar Morin. Pendant la guerre d'Algérie, Robert Antelme est signataire du Manifeste des 121. Marguerite Duras a subi, de son côté, la chasse aux intellectuels dissidents dès le début 1950, tandis que sa mère doit rentrer en France en raison de la guerre d'Indochine. Le Comité central du PCF est informé par Jorge Semprún qu'elle aurait, lors d'une soirée en compagnie d'autres écrivains, formulé de nombreuses critiques à l'égard de Louis Aragon, avec des « inconvenances envers certains membres du Parti et une ironie trop appuyée ». Le 8 mars, elle reçoit une lettre qui lui signifie son exclusion pour fréquentation de trotskistes et de boîtes de nuit.
Immobilisé à partir de 1983 par un accident cérébro-vasculaire, Robert Antelme meurt le 26 octobre 1990 dans le 7e arrondissement de Paris. Il est inhumé au cimetière du Montparnasse (4e division).
En 1996, Gallimard publie une soixantaine de pages, inédites ou presque, dont Pauvre - Prolétaire - Déporté, Vengeance ?, On m'a volé mon pain, et plus de deux cents pages d'essais et de témoignages d'une trentaine d'écrivains.

## Citations
- L'homme n'est rien d'autre qu'une résistance absolue, inentamable, à l'anéantissement.
- Il n'y a pas de différence de nature entre le régime « normal » d'exploitation de l'homme et celui des camps. Le camp est simplement l'image nette de l'enfer plus ou moins voilé dans lequel vivent encore tant de peuples.
- Il n'y a pas des espèces humaines, il y a une espèce humaine.[9]

## Œuvres
- L'Espèce humaine, La cité universelle, 1947; réédition Gallimard, Collection blanche en 1957, puis Tel, 1999.
- Textes inédits sur L'espèce humaine. Essais et témoignages, Gallimard, Blanche, 1996.
- Vengeance ?, Farrago, 2005.
- Vengeance ?, nouvelle édition avec une postface de Jean-Luc Nancy, collection « Le Bel Aujourd'hui », Éditions Hermann, 2010.

## Hommages
Il existe depuis le 25 octobre 2005 une place Robert-Antelme, dans le 13e arrondissement de Paris.

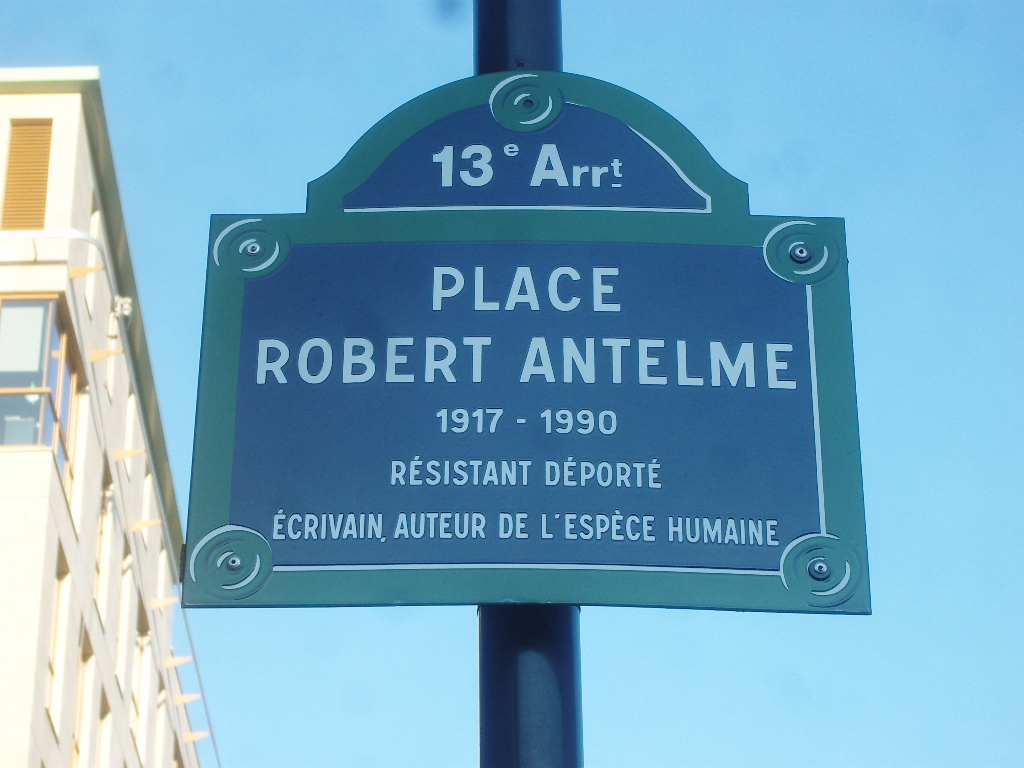